# Someday Again〜また会う日まで〜
「Someday Again〜また会う日まで〜」（サムデイ アゲイン またあうひまで）は、Loveの6枚目のシングル。2011年5月11日に発売。

## 収録曲
1. Someday Again〜また会う日まで〜(5:05)
作詞:Giorgio 13/作曲・編曲:Giorgio Cancemi
2. 私はアナタにウソをつく(3:41)
作詞:Masato Odake/作曲:Ryosuke Shigenaga/編曲:h-wonder
3. Love“Pure”Mix II (Mixed by DJ和) (DJ和■Someday Again〜また会う日まで〜☆君のために僕ができること☆“愛してる”のOne Word☆あなたの言葉☆片思い☆(4:56)
4. Someday Again〜また会う日まで〜 (Instrumental)(5:04)
5. 私はアナタにウソをつく (Instrumental)(3:41)